# Noorderbrug (Leeuwarden)
De Noorderbrug is een basculebrug in het centrum van de Friese hoofdstad Leeuwarden. De brug is een gemeentelijk monument.
De basculebrug werd in 1937 gebouwd en verving een draaibrug. De brug met brugwachtershuisje en lichtmasten was een ontwerp van stadsarchitect Justus Zuidema. Hij was ook de architect van de Vrouwenpoortsbrug en de Wirdumerpoortsbrug. De brug is van baksteen en basaltachtig hardsteen. De bouwstijl doet vanwege de ingebouwde plooien denken aan Zakelijk Expressionisme. De brug overspant de Noorderstadsgracht en verbindt de Noorderweg met de Spanjaardslaan. De Noorderbrug geeft watertoeristen toegang tot de binnenhaven bij de Prinsentuin.

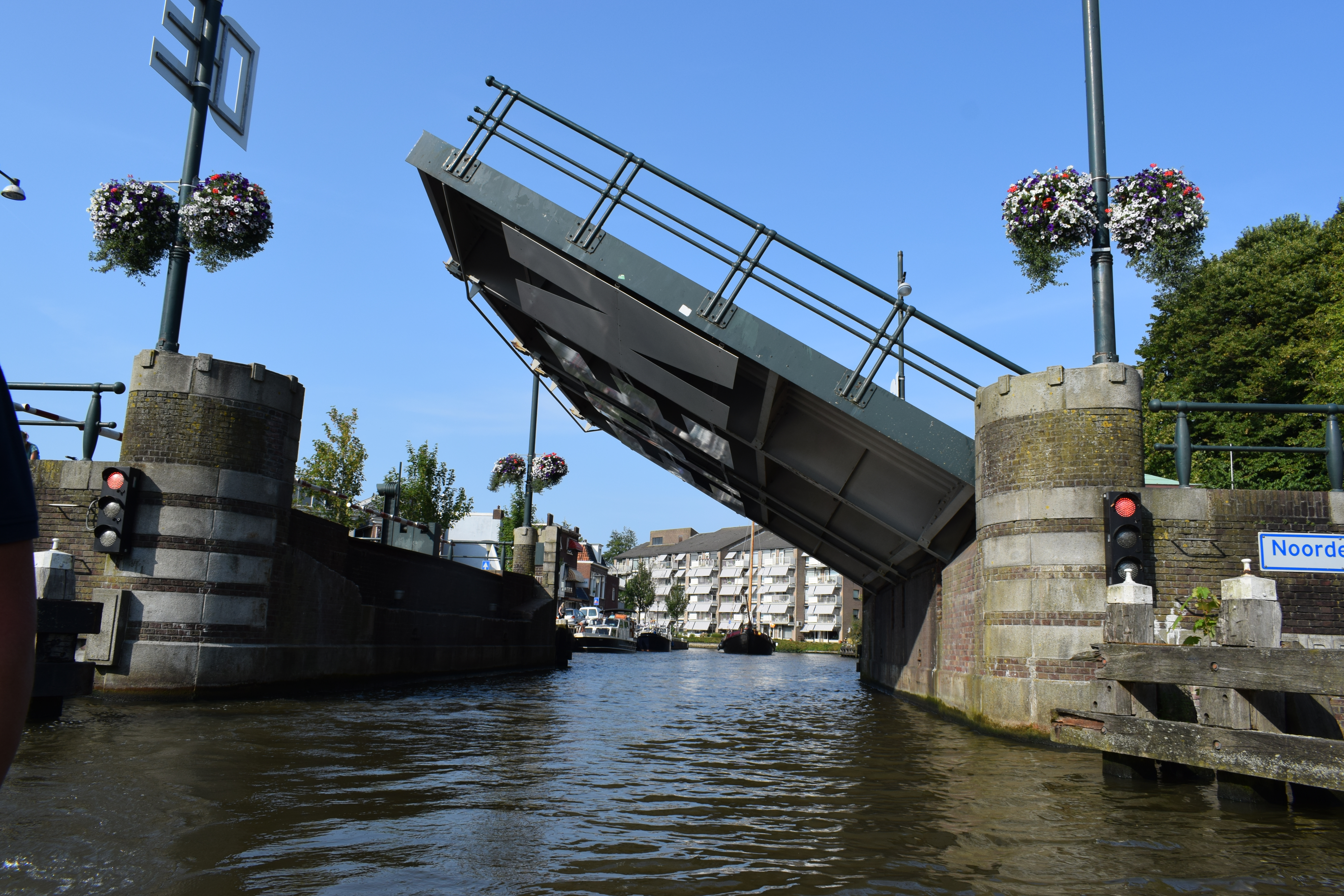
De Noorderbrug